# ميغيل فاريلا
ميغيل فاريلا هو دبلوماسي فلبيني، ولد في 1940، وتوفي في 24 أغسطس 2016.